# Haliclona rotographura
Haliclona rotographura är en svampdjursart som först beskrevs av Laubenfels 1954.  Haliclona rotographura ingår i släktet Haliclona och familjen Chalinidae. Inga underarter finns listade i Catalogue of Life.